# René Jullian
René Jullian (2 novembre 1903, Grenoble – 24 juin 1992, Vincennes) est un historien d'art français ancien directeur du musée des Beaux-Arts de Lyon.
Au cours de sa carrière à Lyon, il modernise l'institution, l'engageant vigoureusement dans l'art contemporain et modernisant la muséographie. En parallèle de sa carrière de conservateur, il fut professeur à l'université de Lyon (1933-1963) puis à l'université de Paris (1962-1973).

## Biographie
René Jullian passe à l'École normale supérieure son agrégation d'histoire et de géographie en 1926. Il est ensuite membre de l'École française de Rome, il enseigne à Strasbourg, puis est nommé en 1932 professeur du lycée Ampère de Lyon. Dès 1933, il est nommé chargé de cours à l'Université en histoire moderne et directeur du musée des moulages d'art médiéval et des temps modernes de l'Université de Lyon. La même année, à la suite du décès de Léon Rosenthal, il est nommé conservateur du Musée de Lyon,.
Il reste au musée et y mène de nombreuses actions marquantes jusqu'à son départ pour la Sorbonne en 1963. Bien que spécialiste d'histoire médiévale, il poursuit l'ouverture du musée à l'art de son temps de ses prédécesseurs Léon Rosenthal et Henri Focillon.
En 1943, les autorités de Vichy décide le renvoi de René Jullian, autant à cause de l'opposition d'une partie de la commission du musée à sa politique muséale que de sa proximité avec des résistants protestants,.
Durant ces années à la tête du musée, il défend vigoureusement les nouvelles formes artistiques, s'insérant naturellement dans le milieu d'avant-garde lyonnais animé par René Deroudille. Durant la guerre, il se lie avec Henri Matisse venu se faire opérer à Lyon et en convalescence. Il lui achète alors L'Antiquaire, complété quelques années plus tard par Jeune Femme en blanc, fond rouge.
En 1962, il est nommé professeur titulaire de la nouvelle chaire d'art contemporain à la Sorbonne et exerce les deux fonctions pendant un an. Le maire Louis Pradel, estimant que ces deux emplois sont incompatibles suspend son traitement et René Jullian démissionne de son poste au musée à l'automne 1963, très largement salué par le milieu artistique. Il enseigne à la Sorbonne jusqu'en 1973.
En 1978, une publication spéciale des Archives de l'art français lui rend hommage et publie sa bibliographie.

### Actions muséographiques
Il entreprend un vaste programme de rénovation du musée et de modernisation de la muséographie. Il impose ainsi un parcours continu pour les peintures, (l'école lyonnaise mise à part) et un accrochage plus aéré avec des cimaises ornées de tentures flottantes.
René Jullian profite du départ de l'École des beaux-arts en 1935 pour engager de lourds travaux qui ne seront achevés qu'après guerre. Pour gagner en espace d'accrochage, il procède à l'ajout d'épis dans les plus grandes salles du musée.
Ces travaux et sa politique muséographique conduisent à ôter des cimaises un certain nombre de toiles de moindre importance et à classer les œuvres en fonction des liens qu'elles ont avec celles qui leur sont proches. Cette réorganisation est saluée dès 1937 par la critique, malgré le fait que seules six salles aient été rouvertes à cette date. Certains saluent ainsi, outre l'allègement des salles, le passage d'un classement géographique à un classement chronologique et stylistique.

### Politique d'acquisition
René Jullian supervise un certain nombre d'acquisitions d'œuvres importantes dont en 1934 la Vierge en majesté ou en 1941 Le coucher à l'italienne de Jacob van Loo. Dans certains cas, et pour améliorer la cohérence des collections, il procède à des échanges. Il obtient par ce moyen la lunette du polyptyque du Pérugin figurant le Père éternel en gloire. Sa politique d'achat comprend un large volet d'art moderne, et il achète régulièrement directement aux artistes, comme par exemple à Gino Severini ou Mario Tozzi. Une partie de la commission du musée est réticente devant la politique d'achat d'art contemporain mais René Jullian est soutenu dans cette voie par plusieurs critiques et animateurs de la vie artistique lyonnaise tels Marcel Michaud, René Deroudille ou Jean-Jacques Lerrant. Des exemples des débats houleux qui ont lieu peuvent être donné lors de l'acquisition d'œuvres d'Albert Gleizes, qui occasionnent de nombreux débats, ou de l'achat de Paysage blond de Jean Dubuffet en 1956. René Jullian explique sa démarche d'acquisition à la fois par une volonté d'encyclopédisme et de réduction de la fracture entre le grand public et l'art contemporain. René Jullian a ainsi constamment soutenu l'avant-garde lyonnaise, dont les Ziniars et les Nouveaux.

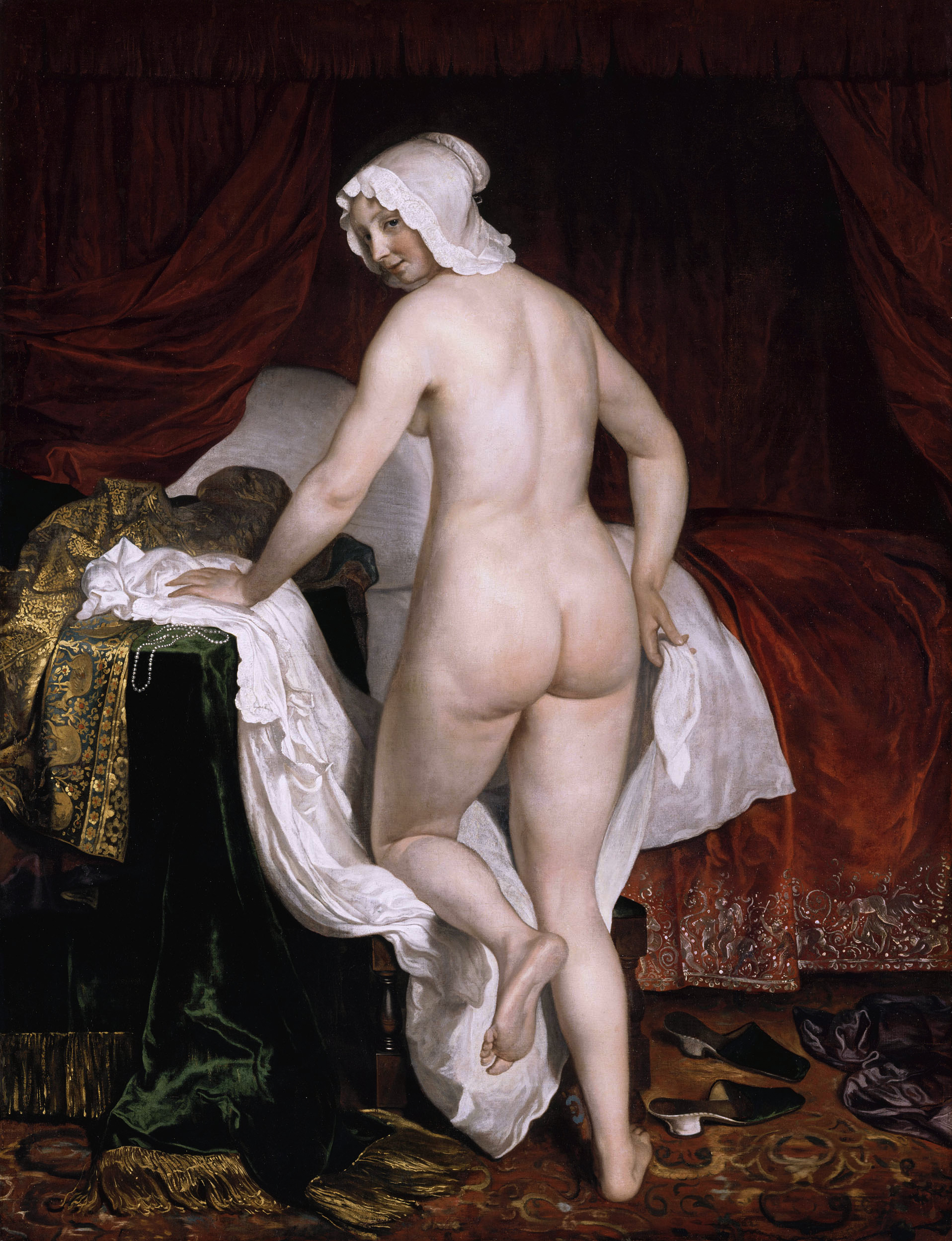
Le coucher à l'italienne, Jacob van Loo, vers 1625-1670
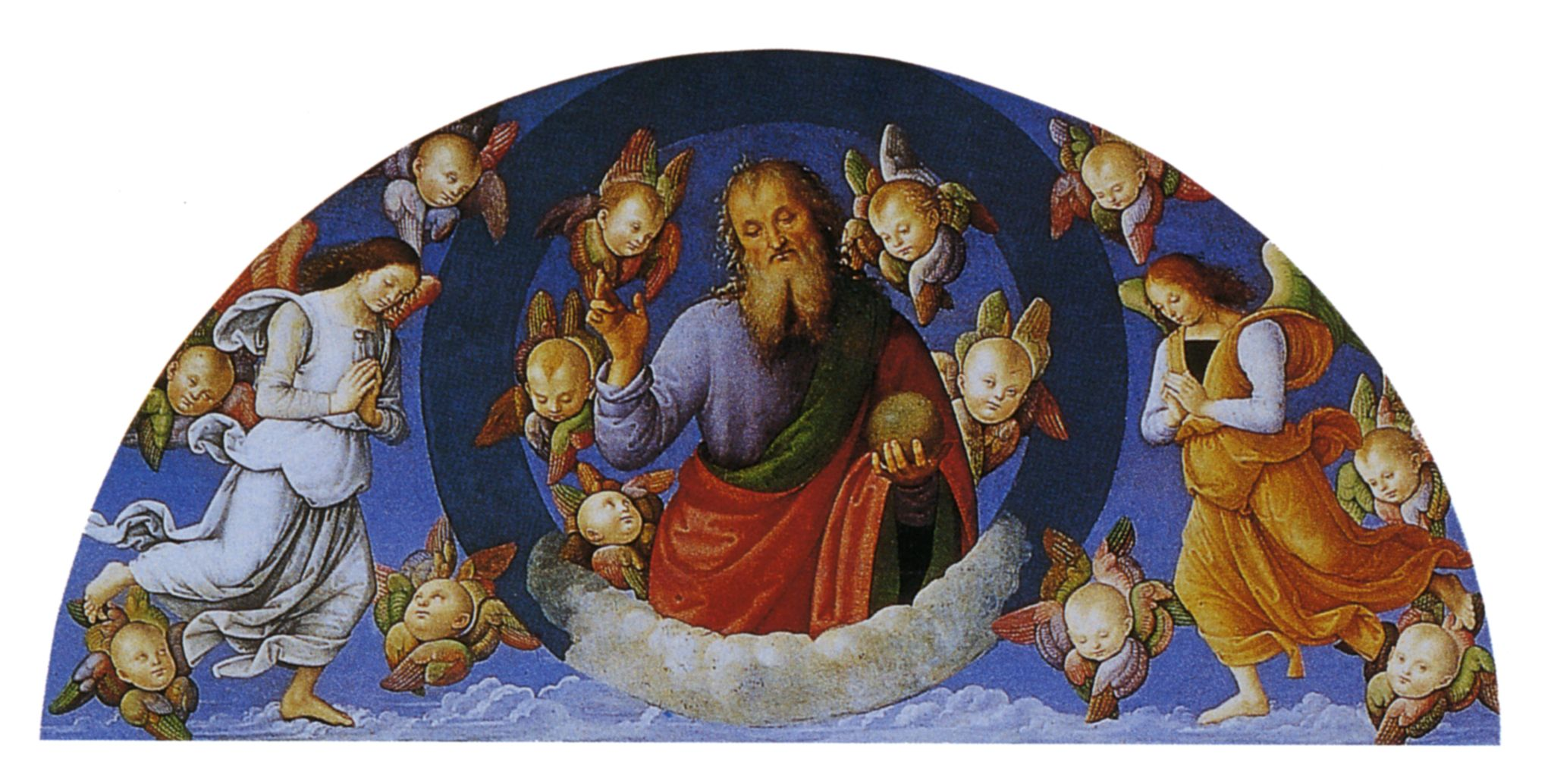
Lunette du polyptyque du Pérugin, entre 1496 et 1500

### Expositions
René Jullian a une politique d'expositions très active, pour un total de 88 évènements entre 1936 et 1963, dont les plus notables sont celles consacrées à l'art moderne.
Il montre son engagement en faveur d'une ouverture à l'art de tous les pays en montant en plein repli nationaliste de l'avant-guerre une exposition déployant une large sélection d'artistes contemporains étrangers : Cent chefs-d'œuvre de la peinture étrangère contemporaine, en 1938. Après guerre, la création du Festival de Lyon-Charbonnières permet à René Jullian de monter des expositions chaque été dans le casino, essentiellement d'art contemporain. C'est à cette occasion qu'en 1953, il obtient un très large succès en montant une rétrospective Picasso qui obtient un très large succès, avec plus de 36000 spectateurs. C'est à cette occasion que le peintre, reconnaissant, offre au musée Le Buffet du Catalan.
Les expositions les plus marquantes de cette période sont celles consacrées à Pierre Bonnard (1954), Fernand Léger (1955), Le Corbusier (1956) ou Raoul Dufy (1957). Ces expositions sont fréquemment accompagnées, immédiatement ou plus tard, d'un don des artistes ou des héritiers d'une œuvre au musée.

### Autres actions en faveur du musée
René Jullian a posé les bases de la constitution d'un espace documentaire, notamment via la création du fichier d'œuvres du musée. Il crée également le Bulletin des Musées lyonnais qui développe l'étude scientifique des collections.
En 1958, René Jullian innove en créant un service pédagogique au sein du musée.

## Publications
- Histoire de l'architecture moderne en France, Paris, Philippe Sers, 1984

### Ouvrages
- Patrice Béghain, Bruno Benoit, Gérard Corneloup et Bruno Thévenon (coord.), Dictionnaire historique de Lyon, Lyon, Stéphane Bachès, 2009, 1054 p. (ISBN 978-2-915266-65-8, BNF 42001687)
- Patrice Béghain, Une histoire de la peinture à Lyon : de 1482 à nos jours, Lyon, S. Bachès, 2011, 363 p. (ISBN 978-2-35752-084-4)
- Histoire d'un musée : le musée des Beaux-Arts de Lyon, Lyon/Paris, FAGE, 2005, 184 p. (ISBN 2-84975-014-X)
- Christian Briend, Les Modernes, de Picasso à Picasso, cat. des peintures du XXe siècle au musée des Beaux-Arts de Lyon, Lyon/Paris, Musée des Beaux-Arts de Lyon/Réunion des musées nationaux, 2000
- Jean-Christophe Stuccilli, « L'Art en résistance : la galerie Folklore de Marcel Michaud sous l'Occupation », dans Lyon dans la Seconde Guerre mondiale, 2016 (ISBN 978-2-7535-4359-1), p. 249-265

#### Thèse
- Charlotte Drahé, René Jullian et l'Art moderne, Paris, École du Louvre, 2006, Mémoire de muséologie

### Article
- René Jullian, Lyon et le baroque : Revue Provence historique, t. 22, Univ Aix (no 88), 1972, 137-141 p. (lire en ligne).